# A Jornada do Herói: Joseph Campbell, sua Vida e Obra
A Jornada do Herói: Joseph Campbell em Sua Vida e Obra (em inglês: The Hero's Journey: Joseph Campbell on His Life and Work) é uma biografia do mitólogo Joseph Campbell (1904–1987). Na forma de uma série de conversas, o livro foi elaborado a partir do filme A Jornada do Herói: Um Retrato Biográfico.
Este livro foi publicado originalmente pela HarperCollins em 1990. Uma segunda edição foi publicada em 1999 pela Element Books - que fechou semanas após o relançamento do livro, deixando-o esgotado novamente até que outra nova edição fosse publicada pela New World Library em 2003 em antecipação do centenário do nascimento de Campbell. Esta edição foi o sétimo título da série Collected Works of Joseph Campbell da Joseph Campbell Foundation.

## Recepção crítica
A Publishers Weekly disse que os leitores dos trabalhos anteriores de Campbell apreciariam A Jornada do Herói enquanto o Library Journal disse que o livro foi construído sobre informações anteriores conhecidas sobre Campbell.